# Cenemus
Cenemus is een geslacht van spinnen uit de familie trilspinnen (Pholcidae).

## Soorten
Het geslacht kent de volgende soorten:
- Cenemus culiculus (Simon, 1898)
- Cenemus mikehilli Saaristo, 2002
- Cenemus silhouette Saaristo, 2001